# Super Niyandar - Il gatto mascherato
Super Niyandar - Il gatto mascherato (ニャニがニャンだーニャンダーかめん?, Nyani ga nyandā nyandā kamen) è un anime giapponese, trasmesso dal 2000 al 2001 su TV Asahi, e in Italia da Rai Due nel 2008.

## Trama
Ai piedi del Monte Felino sorge la piccola città di Cat Town, protetta dal supereroe Super Niyandar, il Gatto Mascherato. Nella vita di tutti i giorni, Super Niyandar è Niyago, un gattino con molti amici, che frequenta ancora la scuola. Quando avverte una chiamata d'aiuto, anche lontana, corre subito sul posto trasformandosi: grazie ai suoi interventi, è sempre all'apice della classifica dei personaggi più amati. L'identità segreta di Niyago è nota solo al suo migliore amico Pidori, un cucciolo di pterodattilo molto forte che lo aiuta durante le missioni.
Il signor Niyaon, insieme alla compagna Kon, cerca di smascherare la sua identità e sostituirlo al vertice della classifica.

## Personaggi
Niyago (ニャーゴ?, Nyagō) / Super Niyandar (ニャンダーかめん?, Nyandā Kamen)
Protagonista dell'anime, quando serve il suo aiuto si trasforma in Super Niyandar e aiuta i più deboli. Possiede una spada magica.
Niyaon (ニャオン?, Nyaon)
Odia Super Niyandar perché è più famoso di lui.
Kon (コン?, Kon)
Assistente di Niyaon, lo aiuta a realizzare i suoi piani, anche se molte volte non approva i suoi piani malefici.
Niyanta (ニャンタ?, Nyanta)
Amico di Niyago, vuole essere forte come Super Niyandar.
Niyako (ニャコ?, Nyako)
Amica di Niyago, è gentile e amichevole.
Katchin (キャッチン?, Kyacchin)
Amica di Niyago, è molto intelligente e ama fare esperimenti.
Miko (ミーコ ?, Miiko)
Sorella minore di Niyago, non sa che suo fratello maggiore è un supereroe, ma in seguito scoprirà la sua identità tanto da rimanerci sbalordita. In un episodio, vedendolo in difficoltà, anche lei come il fratello riceverà i super poteri diventando così "Junior Niyandar" l'assistente di Super Niyandar.

## Doppiatori
| Personaggio           | Doppiatore originale | Doppiatore italiano |
| --------------------- | -------------------- | ------------------- |
| Niyago/Super Niyandar | Mayumi Asano         | Barbara Pitotti     |
| Niyaon                | Kenyū Horiuchi       | Alessio Cigliano    |
| Kon                   | Ai Uchikawa          | Paola Majano        |
| Niyanta               | Ayumi Kida           | Laura Cosenza       |
| Katchin               | Kumi Yamakado        | Maura Cenciarelli   |
| Niyako                | Aya Yamakawa         | Ilaria Latini       |
| Miko                  | Mika Kanai           | Emanuela Damasio    |
| Voce narratore        | ?                    | Flavio Aquilone     |